# Nicolas Laframboise
Nicolas Laframboise (Saint-Jean-sur-Richelieu, 10 april 2000) is een Canadese snowboarder.

## Carrière
Laframboise maakte zijn wereldbekerdebuut in november 2017 in Milaan. In maart 2018 scoorde hij in Quebec zijn eerste wereldbekerpunten. In augustus 2019 behaalde de Canadees in Cardrona zijn eerste toptienklassering in een wereldbekerwedstrijd. Op 2 november 2019 boekte Laframboise in Modena zijn eerste wereldbekerzege.

## Resultaten

### Wereldbeker
Eindklasseringen
| Seizoen   | Algm | SBS | BA  |
| --------- | ---- | --- | --- |
| 2017/2018 | 128e | –   | 62e |
| 2018/2019 | 70e  | 40e | 42e |

Wereldbekerzeges
| Datum           | Plaats | Onderdeel |
| --------------- | ------ | --------- |
| 2 november 2019 | Modena | Big air   |